# Тангриев, Абдулло Товашевич
Абдулло Товашевич Тангриев (узб. Abdullo Tovashevich Tangriyev, род. 28 марта 1981, Сурхандарьинская область, УзССР, СССР) — узбекский дзюдоист и курешист. Мастер спорта международного класса по дзюдо и курешу. Абсолютный чемпион мира по дзюдо (2011). Серебряный призёр летних Олимпийских игр 2008 года, бронзовый призёр чемпионатов мира по дзюдо (2003, 2005, 2009), пятикратный чемпион Азии по дзюдо (2003, 2005, 2007, 2008, 2011), чемпион мира по курешу 2005 года. Выступает в весовой категории свыше 100 кг и абсолютной весовой категории. По данным Международной федерации дзюдо (IJF) на 11 июля 2011 года в мировом рейтинге дзюдоистов занимает 5 строчку.

## Спортивная карьера
Абдулло Тангриев родился 28 марта 1981 года в Сурхандарьинской области. C 10 лет начал заниматься дзюдо и курешом. С 1991 г. его тренирует Заслуженный тренер Узбекистана Пятаев Владимир Евгеньевич. Одержал несколько побед на республиканских соревнованиях. В 19 лет был включён в олимпийский состав сборной Узбекистана. На XXVII летних Олимпийских играх в 2000 году в Сиднее Тангриеву удалось выиграть две схватки. В 2001 году Тангриев выиграл чемпионат Узбекистана по дзюдо.
На чемпионате Азии по дзюдо 2003 года в Чеджудо Тангриев впервые в своей спортивной карьере становится чемпионом в супертяжелой весовой категории. В последующие годы Тангриев выигрывает 4 чемпионата Азии по дзюдо (2005, 2007, 2008, 2011).
На 23 чемпионате мира по дзюдо в 2003 году в Осаке Тангриев добывает бронзу в абсолютной весовой категории. В последующей своей карьере, Тангриев дважды станет третьим на чемпионатах мира в 2005 году в Рио-де-Жанейро и в 2009 году в Роттердаме.
На V чемпионате мира по курешу в 2005 году Тангриев становится чемпионом в весовой категории до 100 кг и в абсолютной весовой категории.
На XXIX летних Олимпийских играх в Пекине в 2008 году Тангриеву удалось выйти в финал в весовой категории свыше 100 кг, где он встретился с японским дзюдоистом Сатоси Исии. Оба борца за время поединка не провели ни одного броска или другого оцениваемого действия. Победу отдали японцу за большую активность.
Накануне Олимпийских игр 2012 года в Лондоне 31-летний Тангриев был дисквалифицирован на 2 года за то, что в крови спортсмена были обнаружены следы наркотических веществ.
На летней Олимпиаде 2016 года в Рио-де-Жанейро Тангриев занял 5-е место.

## Государственные награды
- Медаль «Шухрат»[2].
- Заслуженный спортсмен Республики Узбекистан[11]
- Звание «Узбекистон ифтихори»[12]